# Kate Bush
Catherine "Kate" Bush, CBE (sinh ngày 30 tháng 7 năm 1958) là một ca sĩ, người viết lời nhạc, nhạc sĩ, nhà soạn nhạc, vũ công và nhà sản xuất thu âm người Anh nổi tiếng. 

## Đĩa nhạc
- The Kick Inside (1978)
- Lionheart (1978)
- Never for Ever (1980)
- The Dreaming (1982)
- Hounds of Love (1985)
- The Sensual World (1989)
- The Red Shoes (1993)
- Aerial (2005)
- Director's Cut (2011)
- 50 Words for Snow (2011)